# St. Trinitatis (Bad Langensalza)

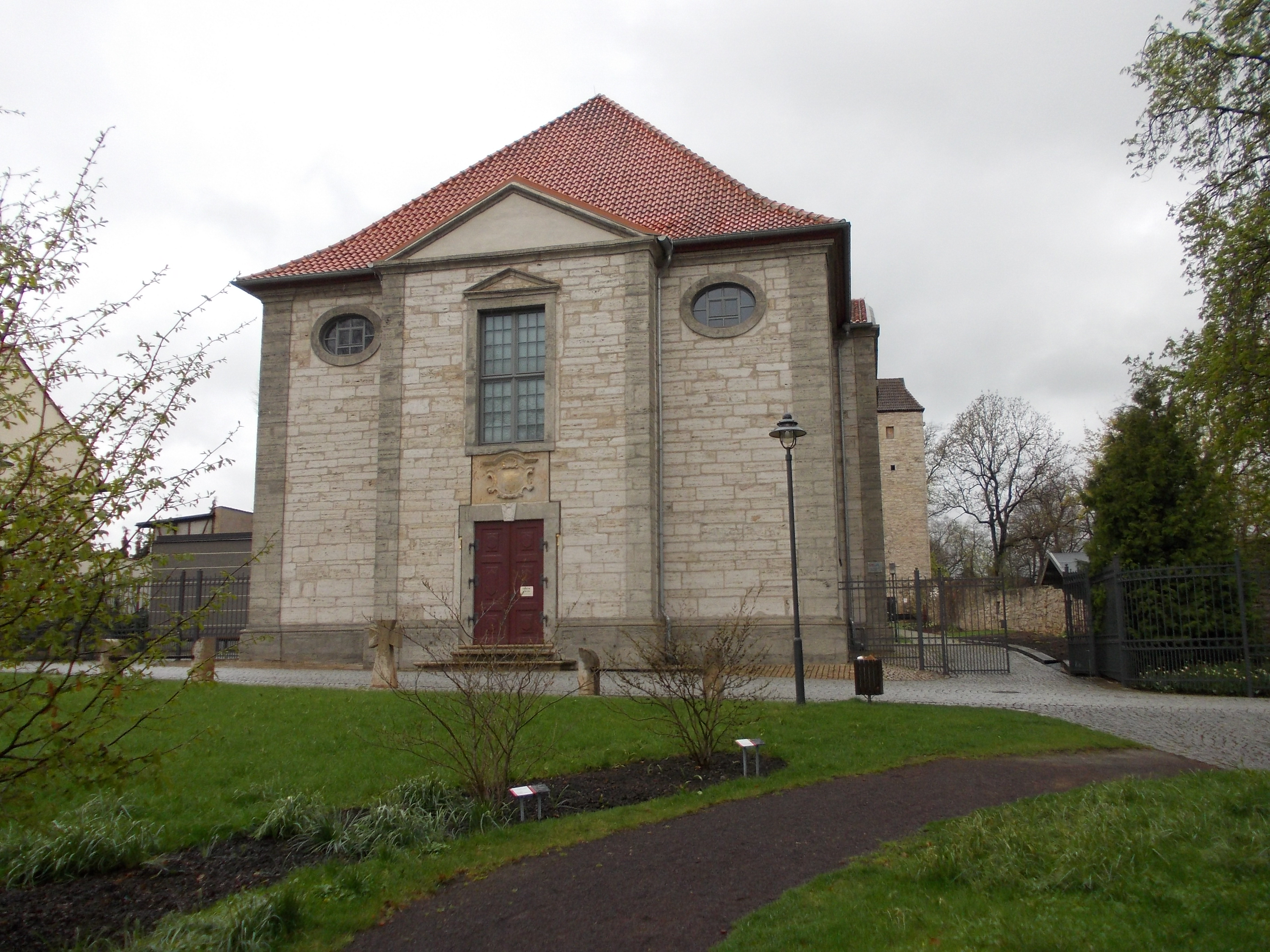
St. Trinitatis

Die evangelische ehemalige Gottesackerkirche St. Trinitatis steht im heutigen Arboretum, dem damaligen Friedhof der Stadt Bad Langensalza im Unstrut-Hainich-Kreis in Thüringen.

## Geschichte
Die Gottesackerkirche, ursprünglich die Begräbniskirche der Stadt, ist eine rechteckiger turm- und apsislose Emporenhalle mit hervorspringenden Risaliten auf allen vier Seiten, äußerlich klassizistisch, innen barock.
Sie ist die jüngste evangelische Kirche der Stadt, da sie erst von 1733 bis 1734 auf dem ehemaligen Grund und Boden der hiesigen Tuchmacherinnung erbaut wurde.
Sie wurde erbaut durch die Baumeister/Maurermeister Burkhard Weißenborn, Johann Christian Höpfner, Johann Christian Schneider, Johann Daniel Schneider, Johann Caspar Liebetreu, Johann Georg Berleßen und Johann Burckhardt Weißenborn.
Als Baumaterial dienten Steine der im 11. Jahrhundert angeblich von Ludwig dem Springer erbauten Marienkirche/Liebfrauenkirche.
Aus der Marienkirche in die Gottesackerkirche übernommen wurden:
- das zur Gruft führende gotische Portal an der Westseite mit Totenschädel auf Knochen sowie Umschrift TALIS ERIS („So wirst auch du einst sein“) über dem Bogenscheitel,
- das in die Mauer am Treppenaufgang eingesetzte Marienbild aus Kalkstein und
- das an der nördlichen Innenwand befindliche Relief „Das jüngste Gericht“.

Der Bau wurde zum größten Teil von den Einwohnern und dem Rat der Stadt Langensalza finanziert.
Über dem Hauptportal der Kirche befindet sich eine Kartusche, welche dem damaligen Landesherren Herzog Christian von Sachsen-Weißenfels gedenkt.
Die Inschrift der Kartusche lautet: SERENESSIMI CHRISTIANI DUCIS SAX.I.C.M.A.ET W.AUSPICIIS HOC TEMPLUM S.S.TRINITATI SACRUM EXTRUENDUM CURAVIT S.P.Q. LANGENSALENSIS ANNO MDCCXXXIV
Im westlichen Giebel befindet sich ein Steinbild, welches eine offene Schere zeigt, dies ist ein Zeugnis für die Mitwirkung der Tuchmacherinnung beim Bau der Kirche.
Eingeweiht wurde die Kirche in einer feierlichen Prozession am 15. März 1739.

## Ausstattung
Innen ist das Gotteshaus reich in barocken Stil ausgestaltet.
Die Seitenschiffe der dreischiffigen Hallenkirche sind mit zweigeschossigen Holzemporen ausgestattet. Der Kanzelaltar wurde im Jahre 1734 von den Bürgern des Neustädterviertels gestiftet.
Der barocke Kanzelaltar, hergestellt durch Paul Peter Grassi zeigt, unter der Kanzel, ein Bildnis der Grablegung Christi.
Links und rechts des Kanzelkorbes befinden sich Figuren von Mose und Aaron und über der Kanzel zeigt ein Bild die Himmelfahrt Elias.
Bekrönt wird der Altar mit einer Figur des auferstandenen Christus eingefasst von Engeln.
Links neben dem Kanzelaltar befinden sich zwei Epitaphien:
- Johann Christoph Fornfeist 1648–1701, Mitbegründer der Seidenwirkerinnung und Erbauer des„Herkuleshauses“ (Vor dem Schlosse 20) welches 1688 erbaut wurde und eines der höchsten Bürgerhäuser der Stadt ist. Seinen Namen hat es von der Bildschnitzerei an der südlichen Hausecke, welches den Kampf des Herkules mit dem Löwen zeigt.
- Christian Zeumer 1626–1696, Tuchmachermeister, Ratsoberkämmerer und Handelsmann

Die flachgewölbte Decke besitzt Stuckverzierungen von dem Italiener Giovanni Batista Minetti und in ovalen Medaillons an der Decke Malereien von einem ortsansässigen Maler namens Zipf.
Die Bilder in den Gewölbeecken zeigen die vier Evangelisten und das Feld über den Eingang zeigt das Wappen der Stadt auf roten Grund.
Auf der Mittelachse sind Malereien der Geburt, Kreuzigung und Auferstehung Christi und direkt über den Altar auf blauen Grund befindet sich folgende Inschrift:
„Freude dem der kommt. Friede dem,der hier verweilt. Segen dem,der weiterzieht“
Restauriert wurden die Malereien in den 1950er Jahren durch J. Hellgrewe.
Die zweimanualige Orgel von Friedrich Erdmann Petersilie stammt aus dem Jahre 1869.

## Nach der politischen Wende
In den Jahren 2008 und 2009 wurde die Friedhofskirche federführend durch die Stadtverwaltung als Konzertkirche umgewandelt. Sie erstrahlt im neuen Glanz und besitzt eine einzigartige Akustik. Sie steht nun der Öffentlichkeit für Veranstaltungen, Gottesdienste und Konzerte als Ort der Begegnung zur Verfügung.